# Anomoeotes diaphana
Anomoeotes diaphana är en fjärilsart som beskrevs av Erich Martin Hering 1932. Anomoeotes diaphana ingår i släktet Anomoeotes och familjen Anomoeotidae. Inga underarter finns listade i Catalogue of Life.